# 弘前公園
弘前公園（日语：／）是位於日本青森縣弘前市的一座公園，又稱鷹揚公園、鷹揚園。弘前公園種植有約50種2600株櫻花，是日本著名的賞櫻勝地。弘前公園被選入日本都市公園100選、日本歷史公園100選、日本櫻名所100選。擁有現存天守的弘前城也位於弘前公園內。

## 外部連結
- 弘前公園 （页面存档备份，存于） - 弘前市